# Proscyllium venustum
Proscyllium venustum is een vissensoort uit de familie van de rugvinkathaaien (Proscylliidae). De wetenschappelijke naam van de soort is voor het eerst geldig gepubliceerd in 1912 door Tanaka.